# Panzeria minor
Panzeria minor är en tvåvingeart som beskrevs av Gimmerthal 1847. Panzeria minor ingår i släktet Panzeria och familjen parasitflugor.
Artens utbredningsområde är Lettland. Inga underarter finns listade i Catalogue of Life.